# Westrich

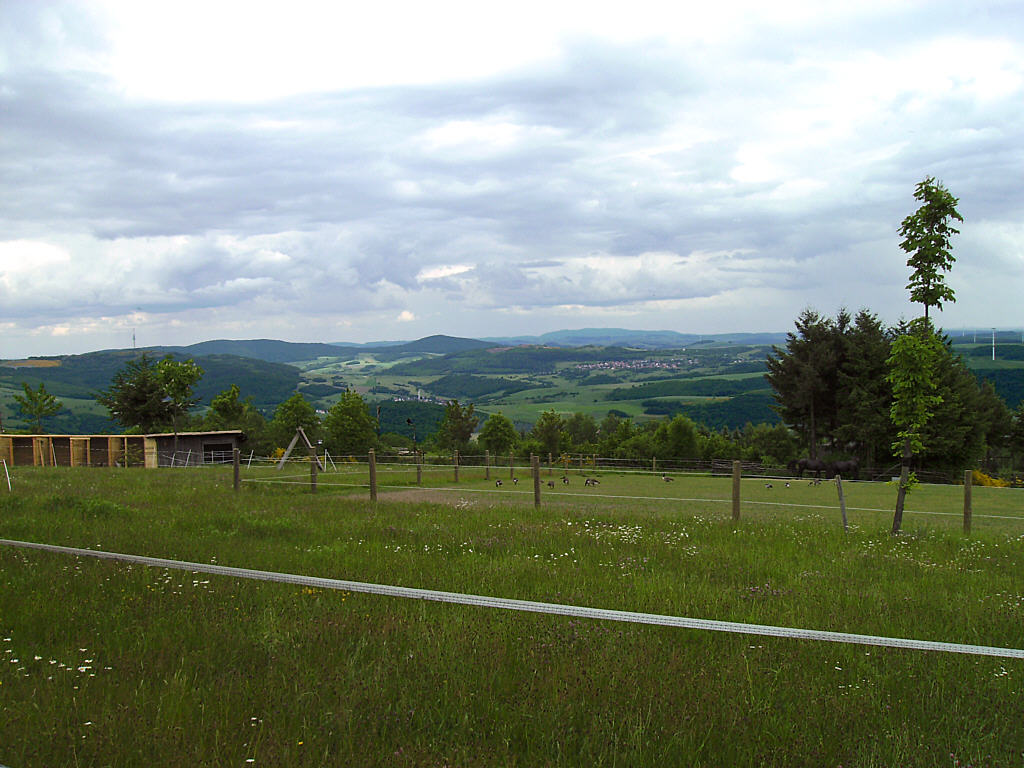
Blick vom Potzberg (562 m) über den östlichen Westrich zum Donnersberg

Der (historisch auch das) Westrich ist eine Region in Südwestdeutschland und im nordöstlichen Frankreich, deren Bezeichnung seit dem 13. Jahrhundert als Westerich und Westerrich belegt ist.

## Geographie

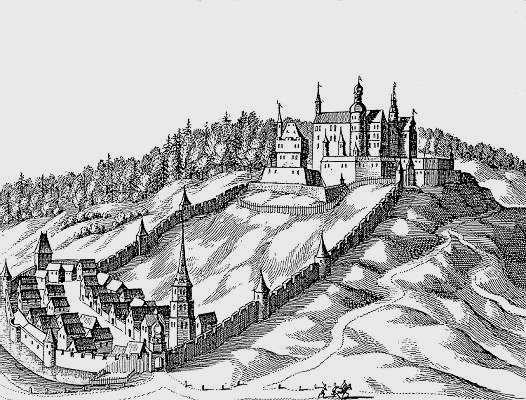
Matthäus Merian 1645: Landstuhl zu Füßen der Burg Nanstein (Sickinger Höhe)

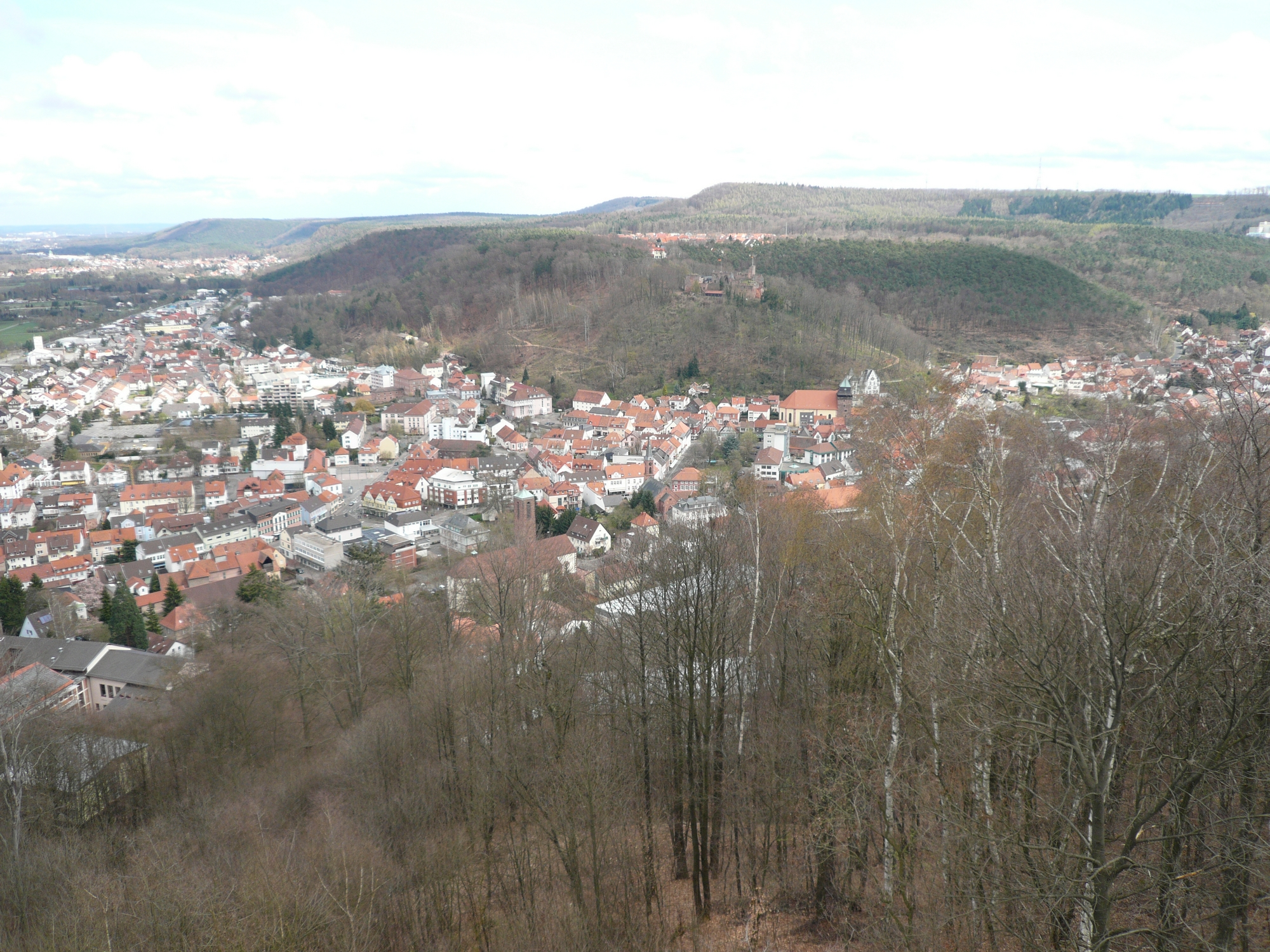
Heute: Anstieg von Landstuhl (links) auf die Sickinger Höhe hinauf

Der Westrich besitzt keine fest definierten Grenzen. Grob umfasst er die westliche Pfalz, das östliche und südliche Saarland, das östliche Lothringen und das sogenannte Krumme Elsass, nämlich denjenigen Teil des Unterelsass, der westlich der Nordvogesen liegt. In seinem deutschen Teil liegen zumindest teilweise die rheinland-pfälzischen Landkreise Südwestpfalz, Kaiserslautern und Kusel sowie der saarländische Saarpfalz-Kreis. Auf französischer Seite gehören zum Westrich die östlichen Teile des Départements Moselle und das Gebiet im Nordwesten der Vogesen (Arrondissements Sarreguemines, Sarrebourg-Château-Salins und Saverne).
Ob das Gebiet nördlich des Nordpfälzer Berglands und südlich der Nahe, das hauptsächlich zur Verbandsgemeinde Baumholder im Landkreis Birkenfeld gehört, Teil des Westrichs ist, steht nicht eindeutig fest. Die Bewohner selbst bezeichnen ihre Heimat ebenfalls als Westrich. Ähnlich verhält es sich mit der Stadt Kaiserslautern, die sozusagen auf der Ostgrenze liegt.
Kennzeichnend für die Region ist die Mischung aus verschiedenen Landschaften: Mittelgebirge (wie das Nordpfälzer Bergland), fruchtbare Hochebenen (z. B. die Westricher Hochfläche) und feuchte Niederungen (u. a. das Landstuhler Bruch). Entwässert wird der Westrich gänzlich zum Rhein hin über linke (westliche) Nebenflüsse, deren wasserreichste die Mosel und die Nahe sind.

## Geschichte

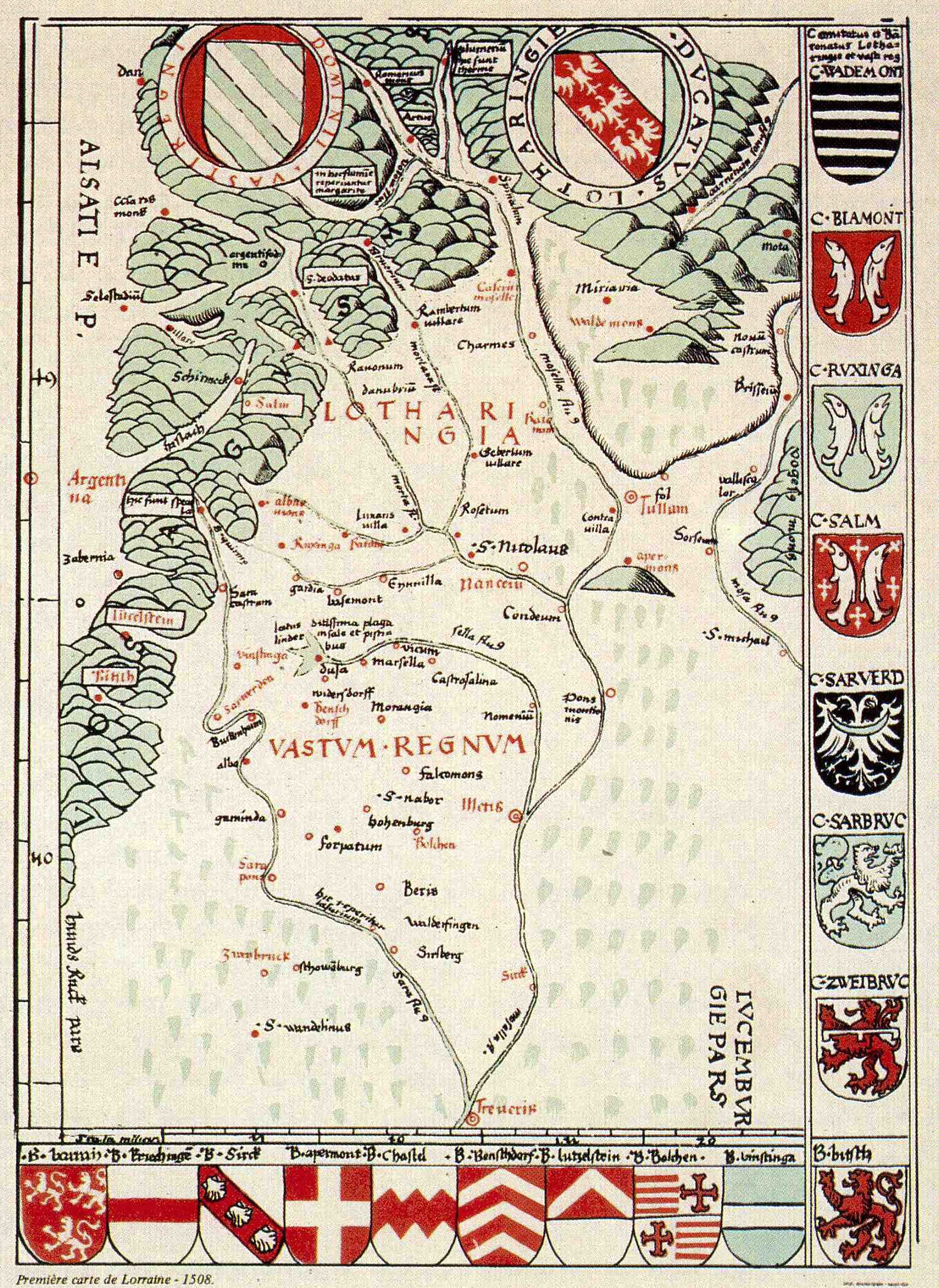
Martin Waldseemüller: Gesüdete Lothringen-Westrich-Karte von 1513

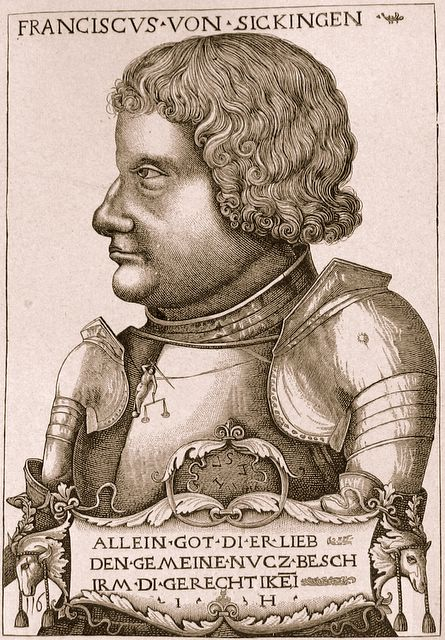
Hieronymus Hopfer: Ritter Franz von Sickingen (1481–1523)

Der Name ist eine Zusammenfügung aus mittelhochdeutsch wester (westlich) und rîch (Reich, Land, Welt, Bereich, Herrschaft) mit der Bedeutung „Land im Westen, Abendland“. Deshalb war bis ins 19. Jahrhundert „das Westrich“ die gängige Form. Vergleichbare Bildungen sind Westerwald, Westerburg und Westerland. Die lautliche Weiterentwicklung im Neuhochdeutschen zu Westerreich setzte sich nicht durch, da in unbetonter Stellung das î kurz wurde und die Diphthongierung zu ei unterblieb. Die Belegorte des 13. bis 16. Jahrhunderts reichen von der Haardt im Nordosten bis zur deutsch-französischen Sprachgrenze in Lothringen im Südwesten. Im Nordwesten bleiben der Hunsrück, im Südosten das Elsass ausgeschlossen. Der neu gebildete Begriff Westrich ließ diese beiden älteren Landschaftsnamen unberührt. Der so bezeichnete Siedlungsraum umschloss eine vielgestaltige Landschaft und zahlreiche Kleinterritorien des Heiligen Römischen Reiches. Eine der herausragenden Persönlichkeiten im Westrich war im frühen 16. Jahrhundert der rebellische Ritter Franz von Sickingen.
Frühe kartografische Darstellungen finden sich auf der Eichstätter Ausgabe der Cusanus-Karte (datiert 1491, dort „Westrich“) und mit vielen Details auf der 1513 gedruckten Lothringen-Westrich-Karte von Martin Waldseemüller (dort latinisiert „Vastum Regnum“).
Durch die Verwendung der im 19. und 20. Jahrhundert neu gebildeten Namen Deutsch-Lothringen, Moselle-Est, Krummes Elsass, Pfälzerwald und Saarland wurde der Gebrauch des Namens Westrich zurückgedrängt, und der damit bezeichnete Raum schrumpfte auf den heutigen Umfang. Der Name ist auf aktuellen Karten selten zu finden, erscheint aber als unscharfe, unpolitische und nostalgisch anmutende Bezeichnung im Titel mehrerer Periodika, im Namen von Geschichtsvereinen und im Namen eines jährlichen Treffens deutscher und französischer Geschichtsvereine.
Während in der modernen Literatur bezüglich der Namensdeutung und der geschichtlichen Entwicklung des Begriffs weitgehend Einigkeit herrscht, gibt es über das Benennungsmotiv verschiedene Ansichten. Häufig wird der Name Westrich als Fernwahrnehmung des Raumes verstanden, als ein Name, der im Rheintal aufgekommen sei, um die westlich davon gelegene Mittelgebirgsregion zu bezeichnen. Diese wurde zuvor in etwas anderer Ausdehnung mit dem lateinischen Namen Vosegus bezeichnet, der mittelhochdeutsch zu Wasich weiterentwickelt war. Somit könnte Westrich auch als volksetymologische Weiterentwicklung von Wasich (ähnlich den Bildungen Wasgau, Wachsgau und Wasgenwald) verstanden werden.

## Wappen

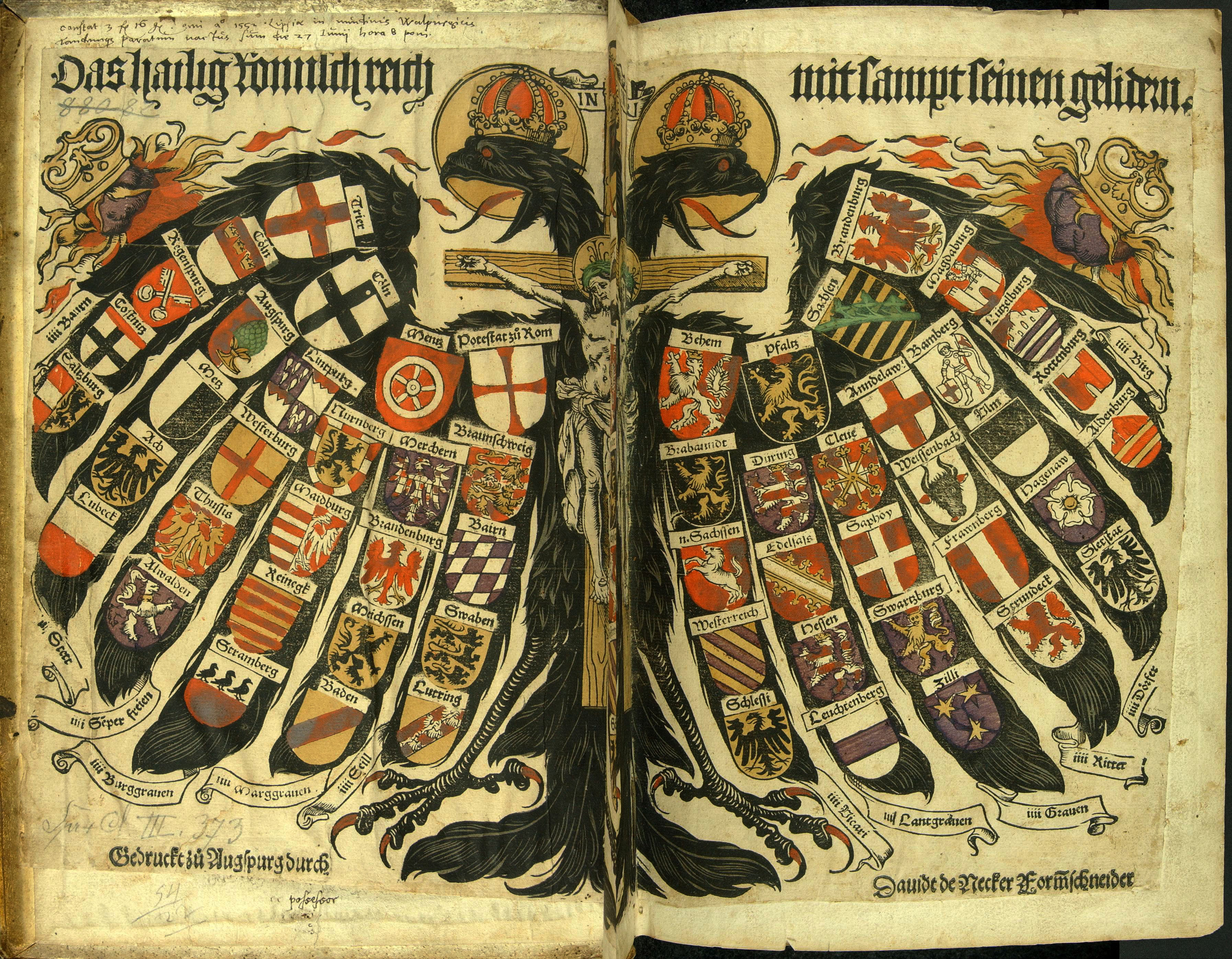
Jost de Negker: Quaternionenadler mit Westrich-Wappen von 1510

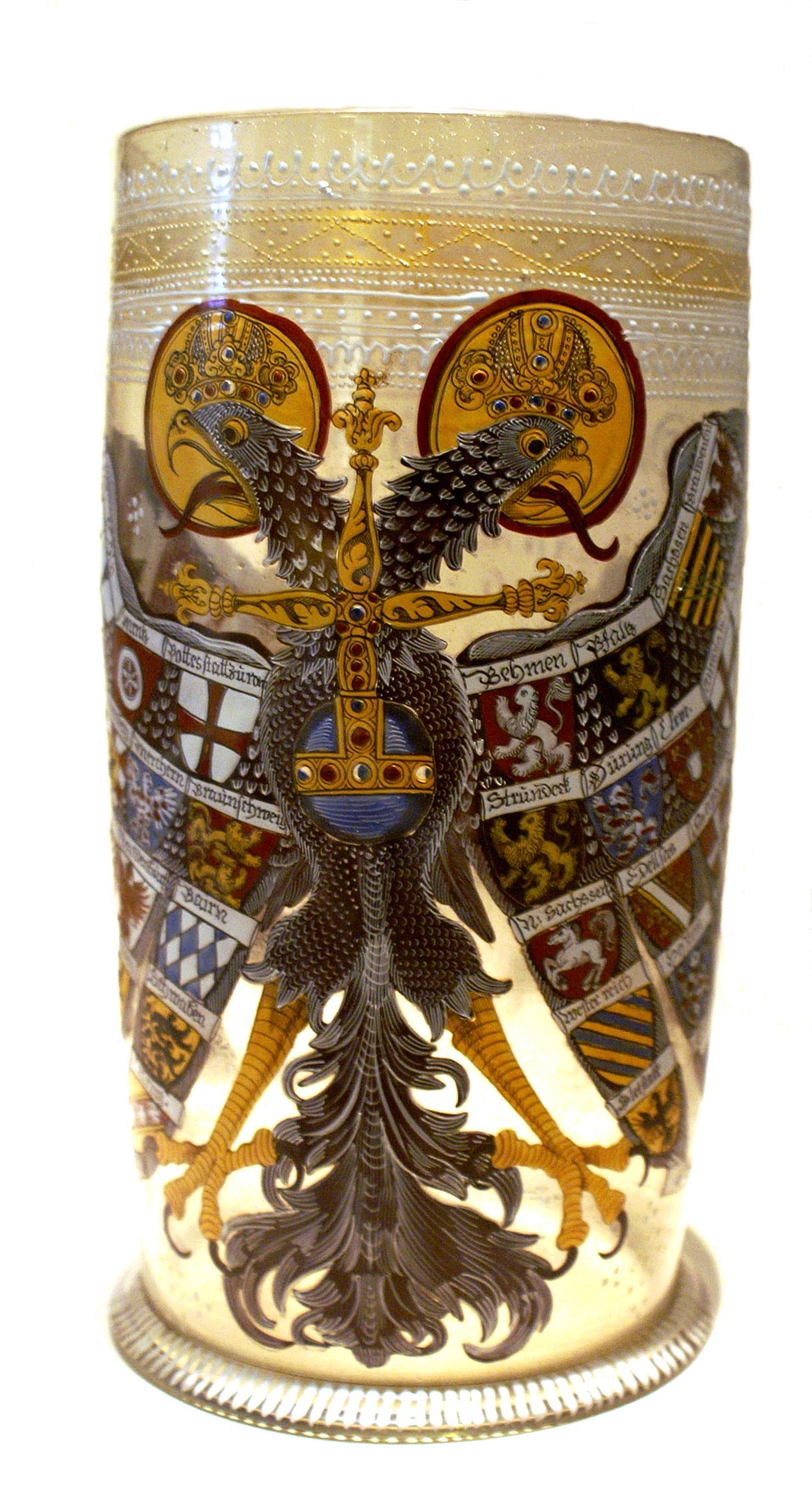
Quaternionenadler mit Westrich-Wappen auf Reichsadlerhumpen

Der Westrich bildete – auch zur Zeit der vielfachen Verwendung des Begriffs im Spätmittelalter und der frühen Neuzeit – keine politische Einheit und führte demzufolge auch kein Wappen. Entsprechend der Mode der damaligen Zeit wurde dem Westrich daher ein Fantasiewappen zugeeignet, ein Schild, sieben- oder achtmal schräg geteilt von Blau und Gold. Ohne realen politischen Hintergrund wurde der Westrich auf dem Quaternionenadler als Teil einer fiktiven Reichsverfassung dargestellt.
Das Westrich-Wappen findet sich auf dem Farbholzschnitt des Quaternionenadlers von Jost de Negker (gedruckt 1510 in Augsburg) oder im Kopf der ebenfalls als Farbholzschnitt ausgeführten Lothringen-Westrich-Karte von Martin Waldseemüller (gedruckt 1513 in Straßburg). Über das verbreitete Motiv des Quaternionenadlers gelangte das Westrich-Wappen auch auf die Reichsadlerhumpen.

## Städte

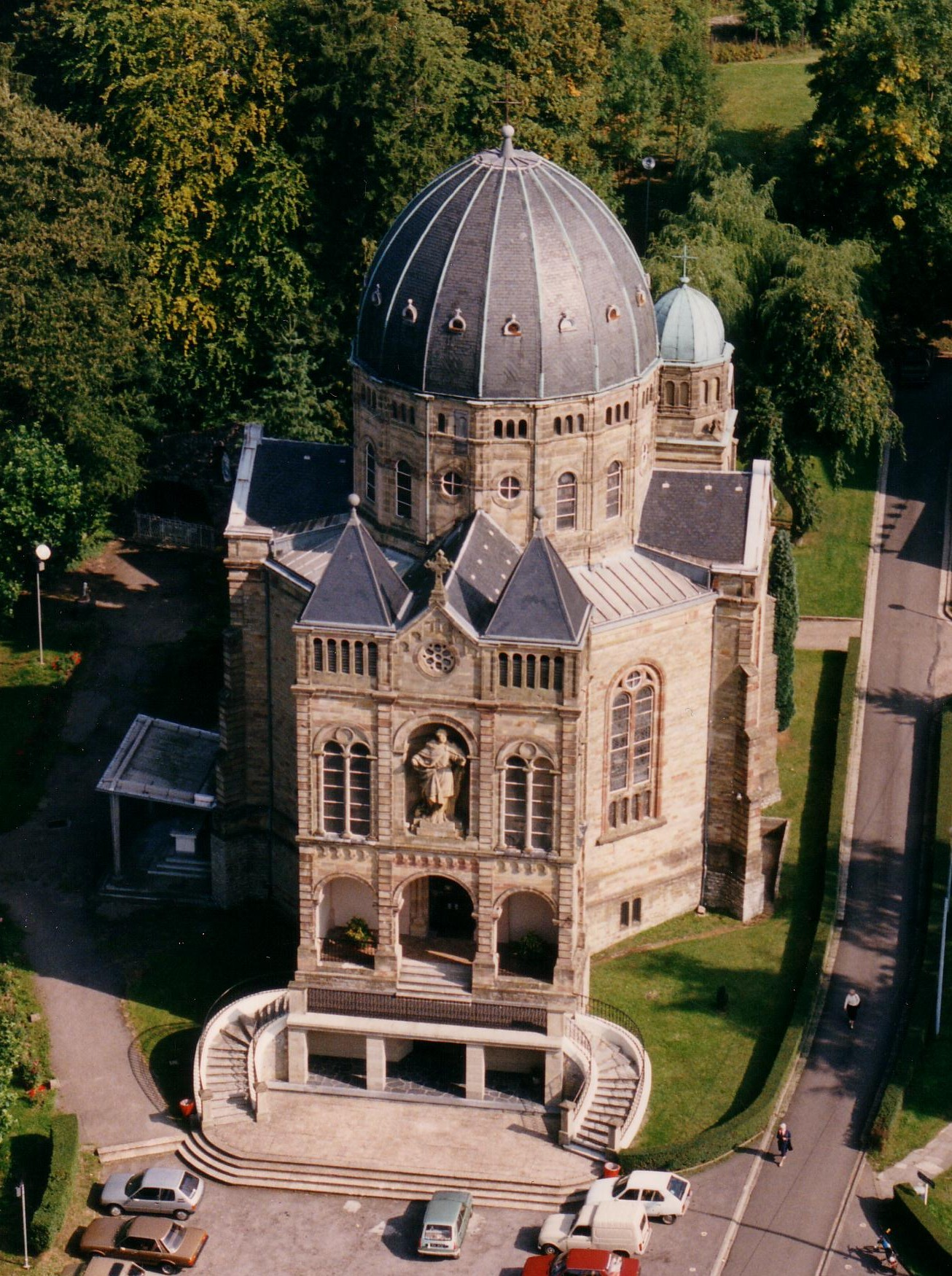
Basilika Notre Dame in St. Avold

Wichtige Städte im Westrich bzw. an seinem Rand sind u. a.
in Deutschland:
- Baumholder
- Blieskastel
- Homburg
- Kaiserslautern
- Kusel
- Landstuhl
- Pirmasens
- Ramstein-Miesenbach
- Zweibrücken

in Frankreich:
- Bitsch
- Saargemünd
- St. Avold
- Sarralbe
- Sarre-Union